# 岡山県道231号神崎邑久線
岡山県道231号神崎邑久線（おかやまけんどう231ごう かんざきおくせん）は、岡山県岡山市東区から瀬戸内市に至る一般県道である。

## 概要

### 路線データ
- 起点：岡山県岡山市東区神崎町（岡山県道232号鹿忍片岡神崎線終点）
- 終点：岡山県瀬戸内市邑久町豊原（岡山県道224号瀬西大寺線交点）
- 総延長：約6.2 km

## 路線状況

### 重複区間
- 岡山県道226号牛窓邑久西大寺線（瀬戸内市邑久町豊原）

## 地理

### 通過する自治体
- 岡山市（東区）
- 瀬戸内市

### 交差する道路
| 交差する道路                                                                              | 市町村名 | 市町村名 | 交差する場所 | 交差する場所   |
| ----------------------------------------------------------------------------------------- | -------- | -------- | ------------ | -------------- |
| 岡山県道232号鹿忍片岡神崎線 岡山市道302000123号神崎町線 岡山市道402443061号西大寺浜64号線 | 岡山市   | 東区     | 神崎町       | 起点           |
| 岡山県道28号岡山牛窓線                                                                    | 岡山市   | 東区     | 神崎町       | 千町川筋交差点 |
| 岡山県道226号牛窓邑久西大寺線 重複区間起点                                                | 瀬戸内市 | 瀬戸内市 | 邑久町豊原   |                |
| 岡山県道226号牛窓邑久西大寺線 重複区間終点                                                | 瀬戸内市 | 瀬戸内市 | 邑久町豊原   |                |
| 岡山県道397号寒河本庄岡山線 / 岡山ブルーライン                                            | 瀬戸内市 | 瀬戸内市 | 邑久町豊原   | 瀬戸内IC       |
| 岡山県道224号瀬西大寺線                                                                   | 瀬戸内市 | 瀬戸内市 | 邑久町豊原   | 終点           |

### 沿線
- 千町川
- 岡山県立邑久高等学校（終点付近）